# Kanoor, Piriyapatna
Kanoor là một làng thuộc tehsil Piriyapatna, huyện Mysore, bang Karnataka, Ấn Độ.